# Patrick Dell'Isola
Patrick Dell'Isola, est un acteur, scénariste, réalisateur et producteur français, né le 19 août 1962 à Alger et mort le 22 octobre 2022 à Houilles,. 
Il commence sa carrière avec le film État des lieux de Jean-François Richet, sorti en 1995, qu'il coproduit, co-écrit et dans lequel il tient également le rôle principal.

## Biographie
Patrick Dell'Isola vit pendant 12 ans à Alger puis s'installe en région parisienne. Il entre au Cours Florent puis à l'école du Théâtre national de Chaillot. 
Au début des années 90 il rencontre le réalisateur Jean-François Richet. Ensemble ils écrivent le scénario d'un film, État des lieux. Ne trouvant pas de société de production, le producteur Claude Besson, père de Luc Besson leur conseille de le produire eux-mêmes. En jouant au casino, ils gagnent 100 000 francs et créent leur société Actes et octobre Production,. En 1996, le film est nommé aux César dans la catégorie « Meilleure première œuvre originale », et obtient le prix Cyril Collard. 
En 1999, Patrick Dell'Isola joue un chômeur de longue durée avec Valeria Bruni Tedeschi dans Rien à faire de Marion Vernoux.
En 2000, Cédric Kahn lui propose d'endosser le costume de gendarme pour incarner le Major Thomas dans Roberto Succo. Le film est sélectionné en compétition officielle au Festival de Cannes 2001.  Cette année-là, il interprète deux personnages très différents : un malfrat repenti dans Requiem d'Hervé Renoh et un flic désabusé dans Marie et le loup d'Ève Heinrich.
En 2003 il réalise un court métrage, État de grâce, avec réunit Audrey Tautou et Clémentine Célarié, qui aborde le thème du remords. Puis en 2005 il réalise un long métrage, Concordia, une réflexion sur la création et les dangers d'internet. 
En 2006, il incarne pour la première fois un personnage pour la télévision, le commissaire Rocca, dans la première saison de la série Mafiosa, le clan. Ensuite, Ariel Zeitoun lui confie le rôle du « Landais » dans Le Dernier Gang. En 2007, il tourne à Buenos Aires, La Cámara oscura de Maria Victoria Menis et en 2011, Accident de parcours de Patrick Volson avec Caroline Proust et Isabelle Gélinas.

## Filmographie

### Acteur
- 1995 : État des lieux de Jean-François Richet : Pierre Céphas
- 1999 : Rien à faire de Marion Vernoux : Pierre Percé
- 2000 : Roberto Succo de Cédric Kahn : le major Thomas
- 2001 : Requiem de Hervé Renoh : Christian
- 2001 : Marie et le Loup d'Ève Heinrich : Henri
- 2001 : Ligne 208 de Bernard Dumont : Bruno
- 2003 : État de grâce, court-métrage de lui-même : Michel/Damien
- 2005 : Concordia de lui-même : le jardinier
- 2006 : Mafiosa, le clan, série télévisée de Louis Choquette : le commissaire Rocca
- 2006 : Le Dernier Gang d'Ariel Zeitoun : Landais
- 2007 : La Cámara oscura de Maria Victoria Menis : Jean-Baptiste Rollet
- 2011 : Accident de parcours (Téléfilm) de Patrick Volson : Emmanuel Jauffet
- 2015 : Larbi Ben M'Hidi de Bachir Derrais : Lieutenant-Colonel Bigeard
- 2016 : Origines II, série télévisée, épisode Un parfum d'Amérique de Nicolas Herdt : Étienne Lefebvre

### Scénariste
- 1995 : État des lieux de Jean-François Richet
- 2003 : État de grâce, court-métrage de lui-même
- 2005 : Concordia de lui-même

### Réalisateur
- 2003 : État de grâce, court-métrage
- 2005 : Concordia

### Producteur
- 1995 : État des lieux de Jean-François Richet

## Distinction

### Nomination
- César 1996 : César de la meilleure première œuvre pour État des lieux